# Душаново (Лесковац)
Душаново је насељено место града Лесковца у Јабланичком округу. Према попису из 2022. било је 104 становника.

## Географски положај
У Лесковачкој котлини, 12 километара северозападно од Лесковца, у брдско-брежуљкастом рељефу Добре Главе (472 м) и Пашине чесме (373 м) налази се село Душаново.

## Природна средина
Рељеф Душановачког атара нагнут је долинама и својом хипсометричком оријентацијом ка југоистокуи истоку док је Стубланско-бријањском косом и Добром Главом одвојен од Пусторечког басена на северу и северозападу. 

Клима је умерено континентална. Средња вредност температуре најтоплијег и најхладнијег месеца крећу се између 22,5 степени у јулу и 0,3 степена у јануару. Средња годишња вредност падавина не прелази 600 мм.

У локалном распореду ветрова јављају се прилично правилно и равномерно распоређени ветрови сва четири основна квадранта. 

Атар Душанова сиромашан је водом. Нешто веће присуство подземне воде откривено је тек 1971. године. Дотле сељаци нису наилазили на богатију издан. Највећи извор, каптиран у чесму, налази се на северној страни песковитог брда Чукар.

## Сеоба становништава и појава насеља
Становништво села Душанова, пре доласка у лесковачки крај, било је насељено у области Пчиње и то у селима: Стајковце, Трница, Кршевице, Брезовице, Коћура, Дејанце и делом у селу Романовце, источно од Ристоваца.

Сеоба је обављена 1906. године. Основни разлози миграционог покрета били су изазвани економским и другим друштвено-политичким мотивима. Поред разних дажбина, глобе и самовоље подстрек за бекство у Србију преко границе код Ристовца дошао је отуда што су Турци од хришћанског становништва захтевали да служе турску војску (пешадију) претећи депортовањем породица у Азијску Турску.
Претходно, пре сеобе, обављен је договор мештана поменутих села о бекству. Истовремено су предузели мере да се наоружају. Оружје су набављали у Врању при чему им је највише помогао извесни Жика Рафајловић, службеник комитета у Врању. Оружје је тајно пребацивао преко границе у дослуху са српским граничарима. Када су се наоружали и уследио је коначан договор и једне ноћи почетком маја 1906. године 44 домаћинстава наведених села прешло је српску границу. Пошли су пешице носећи нужне и најнеопходније ствари. На српској страни, према претходном договору, сачекали су их сељаци српских села и пребацили их запрежним колима до Врања. Циљ је био да дођу до Лесковца. У врању су се попели у воз и следећег јутра су се искрцали у Лесковац. 

У Лесковцу су остали око месец дана. Улогорили су се поред железничке станице на овећем простору који није био насељен. Спавали су и хранили су се под ведрим небом. Деца су спавала у љуљашкама везаним између два дрвета. Брзо су остали без средстава за живот па су се прихватили свакојаког посла. У јуну су започели обимнији пољски радови па су се раштркали по околним селима као надрничари. 

У лето 1906. године пошто су се обратили властима, срески начелиник их је упутио да сами нађу простор за насељавање.Тако су дознали да у рејону данашњег села Душанова постоји државна утрина погодна за насељавање. 

Прво насеље формирано је око 500 метара јужно од места где је данашње село у потесу који због црне шумске смонице носи назив "Црна земља". На том потесу насељене су прве 44 куће на дан светог Прокопија 8. јула по старом, односно 21. јула по новом календару.

Насеље је добило име Душаново по цару Душану. Премда у селу данас не знају како се дошло до овог имена најстарији становници се сећају да им је ово име сугерисано.

## Демографија
У насељу Душаново живи 205 пунолетних становника, а просечна старост становништва износи 46,0 година (45,2 код мушкараца и 46,9 код жена). У насељу има 82 домаћинства, а просечан број чланова по домаћинству је 2,88.
Ово насеље је у потпуности насељено Србима (према попису из 2002. године), а у последња три пописа, примећен је пад у броју становника.
|             | \| Демографија[2] \| Демографија[2] \| Демографија[2] \| \| Година \| Становника \| Становника \| \| -------------- \| -------------- \| -------------- \| \| 1948. \| 460 \| \| \| 1953. \| 483 \| \| \| 1961. \| 426 \| \| \| 1971. \| 372 \| \| \| 1981. \| 453 \| \| \| 1991. \| 271 \| 271 \| \| 2002. \| 236 \| 237 \| \| 2011. \| 170 \| \| \| 2022. \| 104 \| \| |            |
| Демографија | |            |
| Година      | Становника | Становника |
| 1948.       | 460 |            |
| 1953.       | 483 |            |
| 1961.       | 426 |            |
| 1971.       | 372 |            |
| 1981.       | 453 |            |
| 1991.       | 271 | 271        |
| 2002.       | 236 | 237        |
| 2011.       | 170 |            |
| 2022.       | 104 |            |

| Етнички састав према попису из 2002.‍ | Етнички састав према попису из 2002.‍ | Етнички састав према попису из 2002.‍ | Етнички састав према попису из 2002.‍ | Етнички састав према попису из 2002.‍ |
| ------------------------------------ | ------------------------------------ | ------------------------------------ | ------------------------------------ | ------------------------------------ |
|                                      |                                      |                                      |                                      |                                      |
| Срби                                 | Срби                                 |                                      | 236                                  | 100,0%                               |
| непознато                            | непознато                            |                                      | 0                                    | 0,0%                                 |

| \| \| м \| \| \| ж \| \| ? \| 0 \| \| \| 0 \| \| 80+ \| 5 \| \| \| 2 \| \| 75—79 \| 4 \| \| \| 4 \| \| 70—74 \| 6 \| \| \| 10 \| \| 65—69 \| 9 \| \| \| 8 \| \| 60—64 \| 12 \| \| \| 17 \| \| 55—59 \| 11 \| \| \| 11 \| \| 50—54 \| 12 \| \| \| 14 \| \| 45—49 \| 8 \| \| \| 6 \| \| 40—44 \| 3 \| \| \| 4 \| \| 35—39 \| 5 \| \| \| 2 \| \| 30—34 \| 15 \| \| \| 2 \| \| 25—29 \| 9 \| \| \| 15 \| \| 20—24 \| 7 \| \| \| 3 \| \| 15—19 \| 1 \| \| \| 1 \| \| 10—14 \| 4 \| \| \| 4 \| \| 5—9 \| 7 \| \| \| 7 \| \| 0—4 \| 4 \| \| \| 4 \| \| Просек : \| 45,2 \| \| \| 46,9 \| |      |  |  |      |
| |      |  |  |      |
| | м    |  |  | ж    |
| ? | 0    |  |  | 0    |
| 80+ | 5    |  |  | 2    |
| 75—79 | 4    |  |  | 4    |
| 70—74 | 6    |  |  | 10   |
| 65—69 | 9    |  |  | 8    |
| 60—64 | 12   |  |  | 17   |
| 55—59 | 11   |  |  | 11   |
| 50—54 | 12   |  |  | 14   |
| 45—49 | 8    |  |  | 6    |
| 40—44 | 3    |  |  | 4    |
| 35—39 | 5    |  |  | 2    |
| 30—34 | 15   |  |  | 2    |
| 25—29 | 9    |  |  | 15   |
| 20—24 | 7    |  |  | 3    |
| 15—19 | 1    |  |  | 1    |
| 10—14 | 4    |  |  | 4    |
| 5—9 | 7    |  |  | 7    |
| 0—4 | 4    |  |  | 4    |
| Просек : | 45,2 |  |  | 46,9 |

| Година пописа     | 1948. | 1953. | 1961. | 1971. | 1981. | 1991. | 2002. |
| ----------------- | ----- | ----- | ----- | ----- | ----- | ----- | ----- |
| Број домаћинстава | 76    | 90    | 85    | 90    | 105   | 83    | 82    |

| Број чланова      | 1  | 2  | 3  | 4 | 5 | 6 | 7 | 8 | 9 | 10 и више | Просек |
| ----------------- | -- | -- | -- | - | - | - | - | - | - | --------- | ------ |
| Број домаћинстава | 19 | 29 | 10 | 8 | 5 | 7 | 3 | 0 | 1 | 0         | 2,88   |

| Пол    | Укупно | Неожењен/Неудата | Ожењен/Удата | Удовац/Удовица | Разведен/Разведена | Непознато |
| ------ | ------ | ---------------- | ------------ | -------------- | ------------------ | --------- |
| Мушки  | 107    | 17               | 75           | 12             | 3                  | 0         |
| Женски | 99     | 6                | 76           | 17             | 0                  | 0         |
| УКУПНО | 206    | 23               | 151          | 29             | 3                  | 0         |

| Пол    | Укупно                    | Пољопривреда, лов и шумарство | Рибарство                            | Вађење руде и камена | Прерађивачка индустрија       |
| ------ | ------------------------- | ----------------------------- | ------------------------------------ | -------------------- | ----------------------------- |
| Мушки  | 67                        | 39                            | 0                                    | 0                    | 3                             |
| Женски | 33                        | 30                            | 0                                    | 0                    | 3                             |
| Укупно | 100                       | 69                            | 0                                    | 0                    | 6                             |
|        |                           |                               |                                      |                      |                               |
| Пол    | Производња и снабдевање   | Грађевинарство                | Трговина                             | Хотели и ресторани   | Саобраћај, складиштење и везе |
| Мушки  | 1                         | 10                            | 3                                    | 2                    | 2                             |
| Женски | 0                         | 0                             | 0                                    | 0                    | 0                             |
| Укупно | 1                         | 10                            | 3                                    | 2                    | 2                             |
|        |                           |                               |                                      |                      |                               |
| Пол    | Финансијско посредовање   | Некретнине                    | Државна управа и одбрана             | Образовање           | Здравствени и социјални рад   |
| Мушки  | 0                         | 0                             | 3                                    | 2                    | 0                             |
| Женски | 0                         | 0                             | 0                                    | 0                    | 0                             |
| Укупно | 0                         | 0                             | 3                                    | 2                    | 0                             |
|        |                           |                               |                                      |                      |                               |
| Пол    | Остале услужне активности | Приватна домаћинства          | Екстериторијалне организације и тела | Непознато            | Непознато                     |
| Мушки  | 2                         | 0                             | 0                                    | 0                    | 0                             |
| Женски | 0                         | 0                             | 0                                    | 0                    | 0                             |
| Укупно | 2                         | 0                             | 0                                    | 0                    | 0                             |